# Carcamão
Os carcamãos ou carcamáns são uma raça mitológica de gigantes que viveram na Ilha de Arousa, na Galiza. Segundo uma das versões, eram dedicados à pirataria. Hoje, o termo sobrevive como gentílico popular para designar os moradores da Ilha. Sob o termo carcamão também é designado um barco grande e pesado e, por extensão, um homem preguiçoso que não quer fazer esforços ou um homem velho e enfermo.

## Origens do termo
Existem várias hipóteses para a sua origem, nenhuma delas confirmada. Entre elas, as mais conhecidas são:

A ilha de Arousa no século XVII no atlas de Pedro Teixeira Albernaz.

### Comerciantes italianos
Alguns historiadores acreditam que o termo se referia originalmente aos comerciantes italianos que navegavam da Península Itálica até à Flandres, parando na Galiza durante os séculos XVII e XVIII. Esses comerciantes vendiam têxteis e outros bens. A ligação com Arousa pode dever-se ao seu trânsito frequente pela zona. Atualmente, 'carcamano' é um termo depreciativo utilizado no Brasil para designar os italianos.

### Contrabandistas ou piratas
Outra hipótese sugere que o termo foi usado para descrever os contrabandistas da Arousa, especialmente durante os períodos de guerra e pós-guerra, quando o contrabando floresceu devido à escassez de recursos e à fraca presença de autoridade.
Segundo o Dicionário Galego-Castelhano da Real Academia Galega de 1913 (que foi posteriormente recolhido por Eladio Rodríguez no seu dicionário enciclopédico galego-castelhano de 1958), o nome Carcamán era um nome galego para contrabandistas. Acrescenta que, em 1826, um grupo de contrabandistas italianos tornou-se forte na ilha, e a partir daí se dedicaram a atacar localidades vizinhas. Ambas as fontes citam Murguía como referência para esta informação, sem especificar mais. Miguel-Anxo Murado relata que um ano antes, em 1825, sete navios de guerra britânicos tomaram Arousa como base comercial no contexto da guerra têxtil, um conflito entre as potências que promoviam o algodão em detrimento do linho.

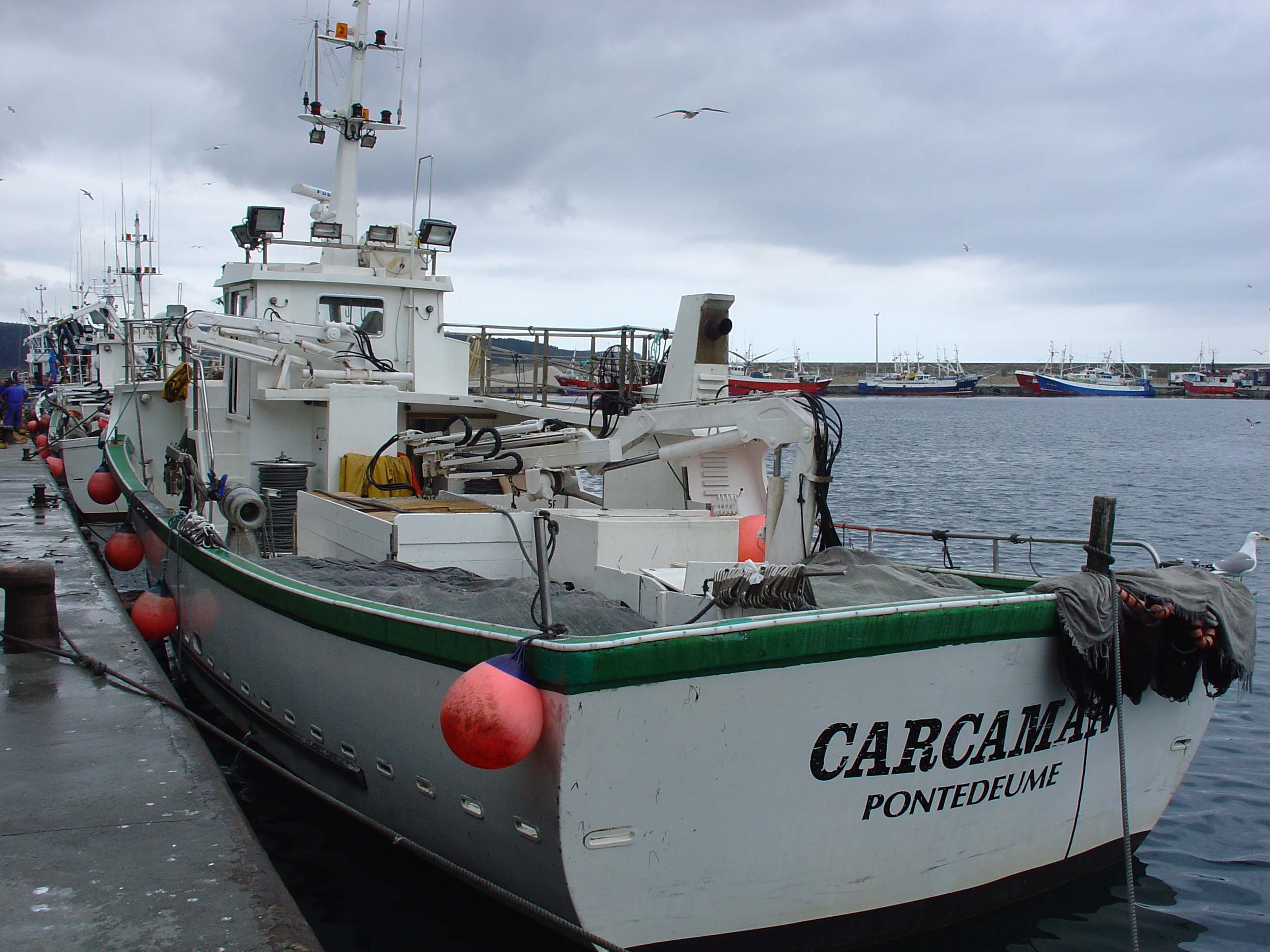
Fólio de um navio Carcamán de Ponte d'Eume.

O Dicionário dos seres míticos galegos de Cuba, Reigosa e Miranda apenas diz que são uma “raça de piratas míticos da ilha de Arousa”. Vaqueiro relaciona estes carcamáns com piratas míticos das Rías Baixas, e lembra que Carcamán é um microtopónimo que identifica um pequeno cabo na ilha de Arousa, onde se diz que estão sepultadas pessoas desta raça; há também uma enseada de Carcamáns em Bueu.

### Barcos e navegadores arousáns
O termo também era utilizado para designar os habitantes da ilha de Arousa que se dedicavam à carpintaria ribeirinha, à construção artesanal de barcos de madeira. Estes eram conhecidos pela sua habilidade na navegação e construção naval, e este uso do termo pode derivar da sua associação com o povo da ilha em tempos de resistência contra as tropas francesas (compostas maioritariamente por mercenários italianos) nas Guerras Napoleónicas.

### Aspecto lendário e mitológico
Nas fichas de catálogo e inventário de Alfredo García Alén do Museu de Pontevedra sobre as escavações arqueológicas de Arousa dos Bufos e da Praia do Naso, menciona que os Carcamáns são uma raça de gigantes, geralmente ligados na mitologia galega à cultura castreja.
O termo também aparece mencionado no livro de Castelão Cousas, no conto "A cova dos carcamáns" onde se diz que viveu uma moura ou uma mulher encantada. Castelao não localiza a lenda nem dá qualquer explicação do nome desta caverna.

## Aplicações do termo na ilha de Arousa
- O antigo cemitério de Nicho era conhecido como "dos carcamáns".
- A revista do CEIP Torre-Illa chama-se Carcamáns e a rádio escolar é Rádio Carcamán.
- Um pequeno cabo e a praia adjacente são conhecidos como Peirao dos Carcamáns e Praia dos Carcamáns.
- A maior 'penha' do clube Celta de Vigo, com mais de mil sócios, com sede na Arousa, chama-se "Carcamáns" (também escrito Carcamäns ou Cärcamäns).[11] Seu logotipo é uma adaptação da imagem das embalagens de tabaco Celtas.
- Um documentário de 2003 do cineasta arousano Marcos Nine sobre o desastre do Prestige e a reação dos arousanos a ele intitula-se Carcamáns.[12]
- Carcamán é o nome de um pombo da Arousa nascido em 2019 que bateu o recorde de mais quilómetros percorridos num dia.[13]